# Acalolepta dispar
Acalolepta dispar es una especie de escarabajo longicornio del género Acalolepta, tribu Monochamini, subfamilia Lamiinae. Fue descrita científicamente por Pascoe en 1866.
Se distribuye por Indonesia (isla de Borneo, Sumatra, Java). Mide aproximadamente 9-14 milímetros de longitud.